# Kapounové ze Smiřic
Kapounové ze Smiřic bylo jméno staročeské vladycké rodiny, jejichž erb byl stříbrný štít a na něm červené rohy, každý ozdobený čtyřmi červenými korouhvičkami. Jejich předek Petr Kapoun ze Smiřic držel roku 1405 Krňovice u Třebechovic pod Orebem a žil ještě roku 1439. S manželkou Annou ze Smrčku měl syny Bořivoje a Alexandra, z nichž Bořivoj si na své jmění vydělal rotmistrováním ve Slezsku a v Polsku v roce 1458. Oženil se s Veronikou z Vřeskovic, vdovou po Ctiborovi Kačici ze Svojkova a roku 1472 držel Nyžburk. Potom byl purkrabím na Pražském hradě. Jeho syn Petr držel okolo roku 1498 Nyžburk. Před tím žil Jan, jehož dcera držela před rokem 1497 Semín. Petr koupil Liteň, kterou po něm držel jeho syn Václav. Petrovou manželkou byla Kateřina z Dračova. Jeho synové byli Adam, Jiří a Šebestián. Adam se roku 1566 oddělil tak, že ostatním vyplatil peníze a žil ještě roku 1589 v Čišovicích. Ostatní se rozdělili o Liteň. Ale tak špatně hospodařili, že jejich díly přešly do prodeje. Nemajíce statky, zahynuli v chudobě.